# Jindřich Hornof
Jindřich Hornof (15. července 1858 Praha – 29. června 1925 Praha) byl rakouský odborový předák a politik české národnosti z Čech, na počátku 20. století poslanec Říšské rady.

## Biografie
Působil jako dělnický tajemník na Královských Vinohradech. Byl zemským tajemníkem odborového svazu kovodělníků. Funkci zastával až do svého onemocnění roku 1913. Od počátku zasedal ve vedení českoslovanské sociální demokracie a byl stranickým pokladníkem. Nesouhlasil s rozdělením odborového hnutí podle etnických táborů a přiklonil se k tzv. centralistické sociální demokracii (Česká sociálně demokratická strana v Rakousku), mezi jejíž spoluzakladatele patřil.
Působil i jako poslanec Říšské rady (celostátního parlamentu Předlitavska), kam usedl ve volbách roku 1907, konaných poprvé podle všeobecného a rovného volebního práva. Byl zvolen za obvod Čechy 035. Šlo o obvod Kladno.
Po volbách roku 1907 usedl do poslaneckého Klubu českých sociálních demokratů.
V roce 1913 prodělal mrtvici a pak se stáhl z aktivnější politické a veřejné dráhy. Po roce 1918 se ale opětovně, ovšem jen na nižší stranické úrovni, angažoval v československé sociální demokracii. Zemřel v červnu 1925.
Roku 1885 se Jindřich Hornof oženil s Annou Zavadilovou.